# Under the Dome (televisieserie)
Under the Dome is een Amerikaanse sciencefiction/dramaserie die tussen 24 juni 2013 en 10 september 2015 werd uitgezonden op de Amerikaanse televisiezender CBS. De serie is gebaseerd op het gelijknamige boek van auteur Stephen King, dat in het Nederlands de titel Gevangen draagt. De serie startte op 5 september 2013 in Vlaanderen op VIER en in Nederland op SBS6 op 7 oktober 2013. Na drie seizoenen werd de reeks in 2015 beëindigd.

## Verhaal
Het verhaal gaat over een klein fictief plaatsje in de Verenigde Staten, genaamd Chester's Mill, waar een mysterieuze koepel (dome) de stad omringt. Niemand kan Chester's Mill nog in of uit gaan. Terwijl de inwoners gevangen zitten, breekt paniek en chaos uit. Wanneer militairen een oplossing proberen te vinden en het gebied aan de buitenkant van de koepel omsingelen, gaan sommige inwoners zelf op onderzoek uit.

## Seizoenenoverzicht
| Seizoen | Aantal afleveringen | Originele uitzenddatum           |  |
| ------- | ------------------- | -------------------------------- |  |
| 1       | 13                  | 24 juni 2013 – 16 september 2013 |  |
| 2       | 13                  | 30 juni 2014 – 22 september 2014 |  |
| 3       | 13                  | 25 juni 2015 – 10 september 2015 |  |

## Rolverdeling

### Hoofdrollen
| Acteur             | Personage              | Seizoenen |
| ------------------ | ---------------------- | --------- |
| Mike Vogel         | Dale "Barbie" Barbara  | 1-3       |
| Rachelle Lefevre   | Julia Shumway          | 1-3       |
| Alexander Koch     | James "Junior" Rennie  | 1-3       |
| Colin Ford         | Joe McAllister         | 1-3       |
| Mackenzie Lintz    | Norrie Calvert-Hill    | 1-3       |
| Dean Norris        | James "Big Jim" Rennie | 1-3       |
| Eddie Cahill       | Sam Verdreaux          | 2-3       |
| Grace Victoria Cox | Melanie Cross          | 2-3       |
| Aisha Hinds        | Carolyn Hill           | 1-3       |
| Nicholas Strong    | Phil Bushey            | 1-2       |
| Britt Robertson    | Angie McAlister        | 1-2       |
| Natalie Martinez   | Linda Esquivel         | 1-2       |
| Karla Crome        | Rebecca Pine           | 2         |

### Terugkerende rollen
| Acteur             | Personage             | Seizoenen |
| ------------------ | --------------------- | --------- |
| Dale Raoul         | Andrea Grinnell       | 1-2       |
| Jolene Purdy       | Dodee Weaver          | 1-2       |
| Sherry Stringfield | Pauline Rennie        | 2         |
| John Elvis         | Ben Drake             | 1-3       |
| Samantha Mathis    | Alice Calvert         | 1         |
| Dwight Yoakam      | Lyle Chumley          | 2         |
| Max Ehrich         | Hunter May            | 2-3       |
| Leon Rippy         | Ollie Dinsmore        | 1         |
| Beth Broderick     | Rose Twitchell        | 1         |
| R. Keith Harris    | Peter Shumway         | 1-2       |
| Brett Cullen       | Don Barbara           | 2-3       |
| Ned Bellamy        | Lester Coggins        | 1         |
| Natalie Zea        | Maxine Seagrave       | 1         |
| Jeff Fahey         | Howard "Duke" Perkins | 1         |
| Mare Winningham    | Agatha Seagrave       | 1         |
| Marg Helgenberger  | Christine Price       | 3         |

## Productie

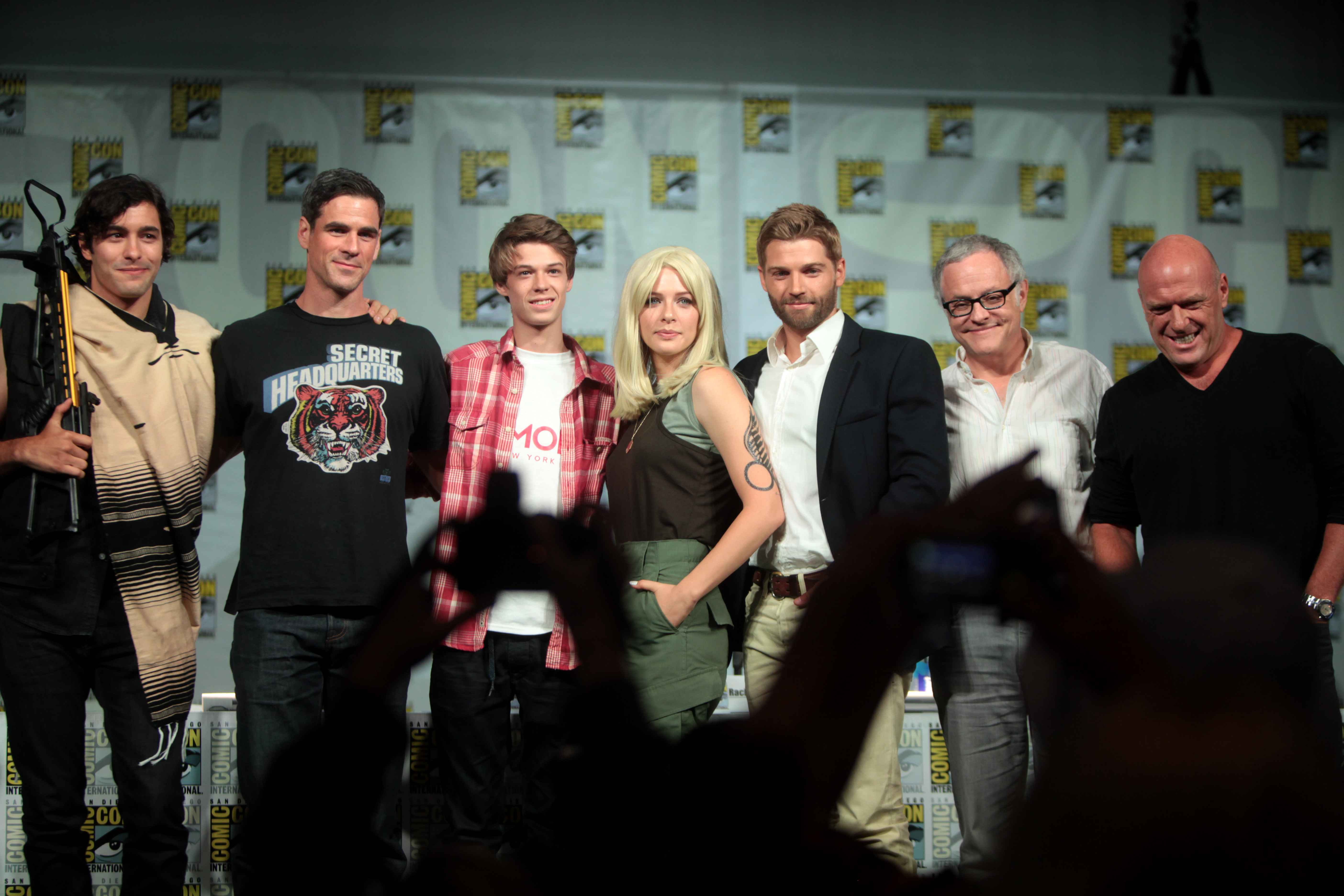
De cast van Under the Dome tijdens Comic-Con 2014

De serie en het verhaal werden voor het eerst aangekondigd in november 2009, maar er werd pas twee jaar later een regisseur ingehuurd om de roman van Stephen King te verfilmen tot een serie. Uiteindelijk werd er in november 2012 aangekondigd dat CBS een pilotaflevering had besteld.
Er werd speciaal een teaser gemaakt voor de Super Bowl van 2013. In plaats van het tonen van beeldmateriaal werd er een trailer gemaakt voor de officiële website van het programma, waar een adres kon worden opgegeven om foto's van een woning "onder de koepel" te bekijken, net zoals in de serie.
Op 29 juli 2013 werd er aangekondigd dat de serie verlengd zou worden met een tweede seizoen, dat op 30 juni 2014 op CBS van start ging. Het seizoen bestond opnieuw uit 13 afleveringen, waarbij auteur Stephen King de schrijver van de eerste aflevering was. King maakte in die aflevering tevens een cameo. In Nederland begon het tweede seizoen op 25 augustus 2014 op SBS6. In België gebeurde dat op 11 september op de Vlaamse zender VIER.
Op 9 oktober 2014 werd er bekendgemaakt dat in de zomer van 2015 een derde seizoen volgt.
Na drie seizoenen werd in 2015 de reeks vanwege dalende kijkcijfers stopgezet.
De buitenopnames van de serie vonden plaats in Burgaw, Southport en Wilmington (allen North Carolina).

## Trivia
- Het verhaal in de serie bevat enkele kleine gelijkenissen met The Simpsons Movie. In deze animatiefilm uit 2007 wordt een grote glazen koepel over de fictieve stad Springfield geplaatst.[5]
- SBS6 maakte reclame voor K3 zoekt K3 in de Nederlandse uitzendingen van Under the Dome. Wanneer de bewoners van de stad naar de volle maan kijken staat de tekst "K3 zoekt K3" op de maan en wanneer een van de personages een kamer inloopt is het geluid van de radio vervangen door een nummer van K3.[6][7][8]